# Артур Гарріс
Артур Треверс Гарріс, 1-й баронет Гарріс (англ. Sir Arthur Travers Harris, 1st Baronet; 13 квітня 1892, Челтнем — 5 квітня 1984, Герінг-он-Темз, Оксфордшир) — британський воєначальник, баронет, маршал Королівських повітряних сил (1946). За роки Другої світової війни був командувачем Бомбардувального командування Королівських Повітряних сил, і широко відомий у пресі як «Бомбер» Гарріс, а також часто у військовий авіації як «м'ясник» Гарріс. Один з найзатятіших прибічників тотальних стратегічних бомбардувань нацистської Німеччини під час війни.
Народився в графстві Глостершир, Гарріс емігрував до Родезії в 1910 році у віці 17 років. На початку Першої світової війни брав участь піхотинцем у бойових діях у Південній Африці та Південно-Західній Африці в лавах 1-го Родезійського полку. У 1915 році Гарріс повернувся до Англії й бився на Європейському театрі війни. Вступив до Королівського льотного корпусу, з яким він залишався до формування Королівських ПС у 1918 році. Гарріс служив у військовій авіації Великої Британії протягом 1920-х і 1930-х років, служачи в Індії, Месопотамії, Персії, Єгипті, Палестині та в інших місцях.
З початком Другої світової війни в 1939 році Гарріс командував 5-ю авіагрупою в Англії, а в лютому 1942 року був призначений командувачем Бомбардувального командування. Гарріс отримав завдання реалізувати політику Черчилля і підтримав розробку тактики та методики площинних бомбардувань важливих німецьких міст для більш ефективного виконання завдання. Організував та спрямовував здійснення найбільш руйнівних рейдів британської авіації на німецьку інфраструктуру та населені пункти, включаючи бомбардування Дрездена. Після війни Гарріс переїхав до Південної Африки, де керував Південноафриканською морською корпорацією. У 1953 році йому присвоєно титул баронета.
Те, що Гарріс продовжував віддавати перевагу площинному бомбардуванню, залишається суперечливим питанням, частково через те, що багато високопоставлених командувачів авіації союзників вважали це менш ефективним, а частково через велику кількість жертв серед цивільного населення та руйнувань, які ця стратегія спричинила в континентальній Європі.

## Біографія
Артур Треверс Гарріс народився 13 квітня 1892 року в Челтнемі, графство Глостершир, де проживали його батьки, поки його батько Джордж Стіл Треверс Гарріс був у відпустці з державної служби у Британській Індії. Гарріс здобув освіту в школі Олгеллоуз у Девоні.
На початку 1910 року Гарріс-старший оплатив проїзд свого сина на пароплаві до Бейри в Мозамбіку, звідки він дістався залізницею до Умталі в Манікаленді. Наступні кілька років Гарріс заробляв на життя шахтарством, водінням автобусів і фермерством. За словами Проберта, Гарріс на той час вважав себе «перш за все родезійцем», і цю самоідентичність він зберіг до кінця свого життя.

### Перша світова війна
Коли в серпні 1914 року в Європі почалася Перша світова війна, Гарріс не чув про неї майже місяць, перебуваючи в той час у буші. Незважаючи на його попереднє небажання йти шляхом військового, як того жадав його батько, і мрію створити власне ранчо в Родезії, Гарріс був патріотично налаштований і вступив на військову службу. 20 жовтня 1914 року він склав присягу і був прийнятий до 1-го Родезійського полку горністом, на єдину посаду, що була вакантна на той час.
1-й Родезійський полк недовго стояв гарнізоном у Блумфонтейні, а потім протягом першої половини 1915 року разом з південноафриканськими військами діяв у Південно-Західній Африці. Кампанія справила сильне враження на Гарріса, особливо довгі марші в пустелі; через три десятиліття він писав, що «до цього дня я ніколи не ступаю ні кроку, якщо можу взяти будь-який транспортний засіб, щоб перевезти мене». Південно-Західна Африка також надала Гаррісу його перший досвід повітряних бомбардувань: єдиний німецький літак у Південно-Західній Африці спробував скинути артилерійський снаряд на його підрозділ, але не зміг спричинити жодної шкоди.

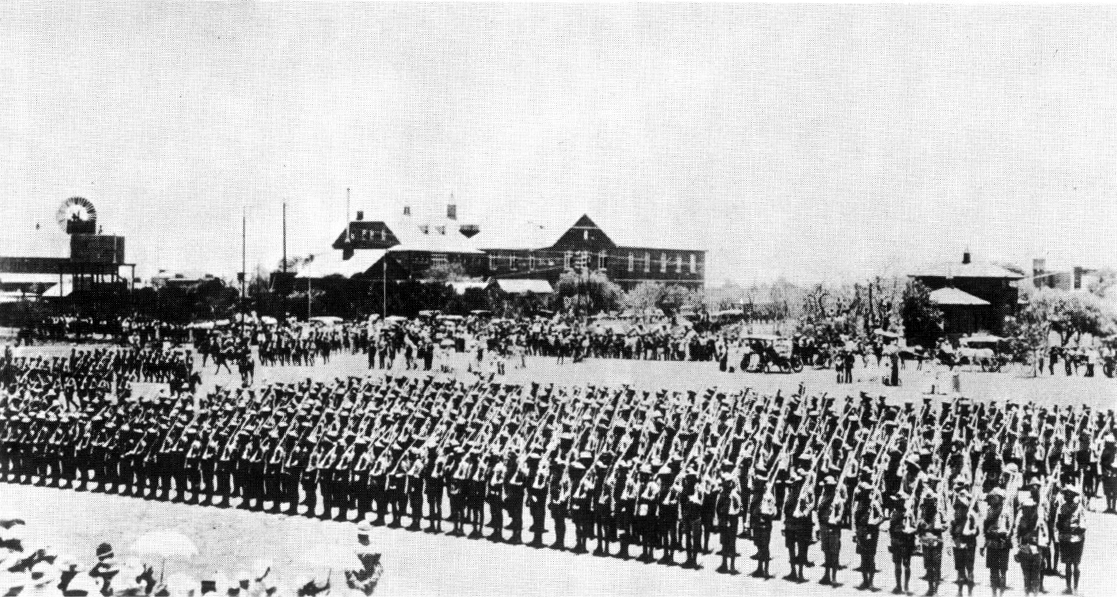
1-й Родезійський полк у Булавайо. 1914

Коли в липні 1915 року кампанія в Південно-Західній Африці завершилася, 1-й Родезійський полк був виведений до Кейптауна, де він був розформований; Гарріс був офіційно звільнений 31 липня. Спочатку він відчув, що виконав свою роль для Імперії, і повернувся до Родезії, щоб відновити роботу в Лоудейлі, але незабаром він і багато його колишніх товаришів передумали, коли стало ясно, що війна в Європі триватиме набагато довше, ніж вони очікували. Вони неохоче приєдналися до 2-го Родезійського полку, який формувався для служби в Східній Африці, вважаючи «розгром бушів» на африканському театрі війни менш важливим, ніж «справжня війна» в Європі. Але, в серпні Гаррісу вдалося відпливти з Бейри до Англії у складі партії білих південнородезійських добровольців із 300 осіб. У жовтні 1915 року він прибув до Європи, відвідав своїх батьків у Лондоні і, після невдалих спроб знайти посаду спочатку в кавалерії, а потім у Королівській артилерії, 6 листопада 1915 року вступив на випробувальний термін до Королівського льотного корпусу як другий лейтенант.
Наприкінці 1915 року Гарріс розпочав підготовку льотчика в Бруклендсі, підтвердивши тимчасове звання, а потім ще 29 січня 1916 року і підвищений до флаїнг-офіцера. Офіцер з відзнакою служив у Франції протягом 1917 року командиром авіаційної ланки, згодом командиром 45-ї ескадрильї, літаючи на Sopwith 1½ Strutter і Sopwith Camel. За час боїв на Західному фронті Гарріс заявив про знищення п'яти ворожих літаків і 2 листопада 1918 року був нагороджений хрестом ВПС. Після війни він у званні майора повернувся до Англії, де очолив 44-ту ескадрилью.

### Інтербелум
Після закінчення Першої світової війни Гарріс залишився в новостворених Королівських повітряних силах (RAF), обравши кар'єру у військовій авіації замість повернення до Родезії, про що він мріяв раніше. У квітні 1920 року командир ескадрильї Гарріс був спільно призначений командиром авіаційної бази Королівських ПС Дігбі та командиром 3-ї льотної школи. Пізніше він продовжував військову службу на різних посадах в Індії, Месопотамії та Персії. Брав участь у повітряних бомбардуванням племен північно-західної прикордонної провінції. Його ескадрилья була оснащена застарілими винищувачами Bristol F.2. У Месопотамії він командував ескадрою «Вернонів». Гарріс особисто зробив внесок у розвиток техніки бомбардування, запровадивши бомби уповільненої дії, які згодом використовувалися Іракським командуванням Королівських ПС під час придушення різноманітних повстань на Близькому Сході (таких як повстання в Іраку 1920 року, повстання Адвана, повстання Ахмеда, повстання Барзані та повстання Махмуда Барзанджі). Гарріс якось зауважив, що «єдине, що розуміють араби, — це важка [сильна] рука».
Протягом 1920-х років Гарріс час від часу сумнівався у своєму виборі залишитися у військовій авіації, а не повернутися до Родезії. У травні 1922 року він навіть подав рапорт про відставку, але його переконали залишитися. Він допоміг розробити тактику «площинних бомбардувань» в Іраку в 1923 році. Через рік його відправили до Великої Британії командувати 58-ю ескадрильєю важких бомбардувальників, першою, що була розгорнута британцями після Великої війни. Його командувачем в Іраку був майбутній начальник штабу Королівських ПС сер Джон Салмонд, який також був одним із його командирів у Британії. Разом вони розробили «нічну підготовку пілотів для нічних операцій». 3 червня 1927 року Артура Гарріса відзначили орденом Британської імперії, а 1 липня 1927 року його підвищили до вінг-командера.
З 1927 по 1929 рік Артур Гарріс навчався в армійському штабному коледжі в Камберлі, де він виявив, що в коледжі армія утримує для полювання на лисиць офіцерського корпусу 200 коней. У той час, коли всім видам Збройних сил Великої Британії конче не вистачало озброєння та оснащення, вище командування британської армії, у якому все ще переважали офіцери кавалерії, явно мало інші пріоритети, відмінні від пріоритетів таких технократів, як Гарріс. Той жартував, що армійські командири будуть лише щасливі з таким танком, якщо він «їстиме сіно, а потім шуміти, як кінь». Він також мав зневажливу думку про флот; він прокоментував, що є три речі, які ніколи не повинні бути дозволені на добре керованій яхті: «тачка, парасолька і морський офіцер». Під час навчання в коледжі тільки Бернард Монтгомері став одним із небагатьох армійських офіцерів, яких він зустрів і які йому сподобалися, можливо, через те, що в них були спільні певні характерні риси.
Після випуску з коледжу Артур Гарріс очолив ескадру літаючих човнів, де продовжував розвивати техніку нічного польоту. 30 червня 1933 року він отримав звання груп-кептен. У 1934—1937 роках — заступник директора з планування Міністерства авіації. У 1936 році Гарріс відвідав Південну Родезію, щоб допомогти уряду Південної Родезії створити власні повітряні сили.
2 липня 1937 року Гарріса було підвищено до комодора повітряних сил, а в 1938 році він став командиром 4-ї бомбардувальної групи. 1 липня 1939 року під час проходження служби в Палестині і Трансйорданії, де він був командувачем контингентом Королівських ПС у цьому регіоні, Гаррісу присвоїли звання віцемаршала авіації.
У цей період Гарріс та інші його прихильники чинили тиск на вищий персонал британських Королівських ПС щодо нагальності розроблення великих стратегічних бомбардувальників, які могли б бомбити німецькі цілі з аеродромів Англії. Врешті-решт штабом авіації була прийнята специфікація на розроблення низки стратегічних бомбардувальників, що призвели до появи Avro Manchester, Handley Page Halifax і Short Stirling. Пізніше, після серйозних перероблень та модернізацій на ліквідацію недоліків у ході експлуатації, «Манчестер» був перероблений, щоб стати дуже ефективним Avro Lancaster.

### Друга світова війна
У вересні 1939 року Гарріс повернувся до Британії, де прийняв командування 5-ю авіаційною групою. 11 липня 1940 року став кавалером ордена Лазні. У листопаді 1940 року він став заступником начальника штабу Королівських повітряних сил, а 1 червня 1941 року отримав звання маршала авіації.
У лютому 1942 року маршала повітряних сил Артура Гарріса призначили командувачем Бомбардувального командування. Його призначення сталося зокрема через скандал, що поширену в серпні 1941 року доповідь економіста Девіда Батта, в якій той здійснив глибокий аналіз дій британської бомбардувальної авіації в 1940 і 1941 роках, і довів, що лише кожен третій атакуючий літак зміг наблизитися до своєї цілі на відстань до восьми кілометрів. 11 червня 1942 року він став лицарем ордена Лазні.
У 1942 році професор Фредерік Ліндеманн був призначений провідним науковим радником британського уряду (з місцем у Кабінеті міністрів) за рекомендацією друга професора, британського прем'єр-міністра Вінстона Черчилля. Ліндеманн представив Кабінету міністрів фундаментальну статтю, в якій виступав за бомбардування німецьких міст у кампанії стратегічного бомбардування Третього Рейху. Ця пропозиція була прийнята Кабінетом міністрів, і Гаррісу було доручено організувати та очолити виконання завдання з бомбардування ворожих територій. Це стало важливою складовою тотальної війни проти нацистської Німеччини.
На початку кампанії бомбардувань Гарріс висловився, цитуючи Старий Заповіт: «Нацисти вступили у цю війну з доволі дитячою ілюзією, що вони збираються бомбити всіх інших, а їх ніхто не збирався бомбити. У Роттердамі, Лондоні, Варшаві і півсотні інших місць, вони втілили в життя свою досить наївну теорію. Вони посіяли вітер, а тепер пожнуть вихор.»Осія 8:7
Спочатку ефект був обмеженим через невелику кількість використовуваних літаків і відсутність навігаційних засобів, що призводило до розрізнених, неточних бомбардувань. Оскільки виробництво кращих літаків і електронних засобів збільшувалося, Гарріс наполягав на рейдах у набагато більшому масштабі, кожен із використанням 1000 літаків. У ніч з 30 на 31 травня 1942 року в ході операції «Міленіум» Гарріс провів свій перший «рейд 1000 бомбардувальників» на Кельн. Ця операція включала перше використання бомбардувальних потоків або лавини, що було на той час тактичним нововведенням, призначеним для подолання німецької лінії Каммгубера, створеної з нічних винищувачів-перехоплювачів.
Гарріс був лише одним із впливової групи високопоставлених командувачів військової авіації союзників, які продовжували вірити, що лише масове й тривале бомбардування території змусить Німеччину капітулювати. У кількох випадках він писав своєму начальству, стверджуючи, що війна закінчиться за кілька місяців, спочатку в серпні 1943 року після величезного успіху битви за Гамбург (під кодовою назвою «Гоморра»), коли він запевнив начальника штабу авіації, сера Чарльза Портала, що його сили зможуть «створити в Німеччині стан спустошення до 1 квітня 1944 року, коли капітуляція стане неминучою», а потім знову в січні 1944 року. Вінстон Черчилль продовжував ставитися до стратегії площинного бомбардування з огидою, а офіційні публічні заяви стверджували, що Бомбардувальне командування атакувало лише конкретні промислові та економічні об'єкти, причому будь-які жертви серед цивільного населення або пошкодження майна були ненавмисними, але неминучими. У жовтні 1943 року, підбадьорений успіхом у Гамбурзі та дедалі більше роздратований ваганнями Черчилля підтримати його тактику, Гарріс закликав уряд бути чесним із суспільством щодо мети кампанії бомбардувань.
Багато високопоставлених авіаційних командувачів союзників все ще вважали, що бомбардування місцевості менш ефективне. У листопаді 1943 року Бомбардувальне командування розпочало те, що стало відомо як битва за Берлін, яка тривала до березня 1944 року. Гарріс намагався повторити перемогу під Гамбургом, але Берлін виявився набагато складнішою ціллю. Хоча було завдано серйозних загальних збитків, місто було набагато краще підготовлене, ніж Гамбург, і жодної пожежі не спалахнуло. Протиповітряна оборона також була надзвичайно ефективною, а втрати бомбардувальників під час авіанальотів на німецькі міста були високими. Загалом за цю кампанію британці втратили 1047 бомбардувальників, ще 1682 були пошкоджені, кульмінацією став катастрофічний наліт на Нюрнберг 30 березня 1944 року, коли з 795 літаків 94 бомбардувальники було збито і 71 пошкоджений.
1 січня 1944 року Гарріс отримав звання маршала авіації та 29 лютого 1944 року нагороджений радянським орденом Суворова I ступеня.

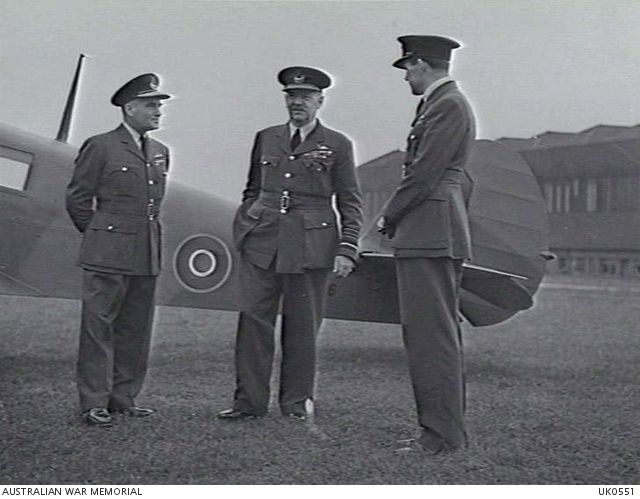
Маршал авіації Гарріс на аеродромі Бінбрук. 1943

Напередодні початку вторгнення у день «Д» у червні 1944 року маршалу Гаррісу було наказано змінити пріоритетні цілі й зосередити удари бомбардувальної авіації на французькій залізничній мережі, проти чого він протестував. До вересня війська союзників були вже далеко вглиб країни; на конференції у Квебеку було погоджено, що начальник штабу Королівських ПС Ч.Портал і командувач ПС армії США Г.Арнольд повинні здійснювати контроль над усіма стратегічними бомбардувальниками в Європі. Гарріс отримав нову директиву на продовження широкомасштабної програми стратегічних бомбардувань, а також підтримки бомбардувальниками наземних операцій військ генерала Ейзенхауера. Місією стратегічних повітряних сил залишалося «поступове руйнування та дезорганізація німецької військової, промислової та економічної систем і безпосередня підтримка сухопутних і військово-морських сил».
16 серпня 1944 року Гарріс був підвищений до звання головного маршала авіації.
30 січня 1945 року Гарріс був нагороджений американським орденом Легіону заслуг. Пізно ввечері 13 лютого 1945 року відбувся найсуперечливіший рейд союзної авіації у війні. Бомбардування Дрездена Королівськими ПС і ПС армії США призвело до смертоносного вогняного смерчу, яка вбила колосальну кількість мирних жителів. Оцінки різняться, але міська влада на той час оцінювала не більше 25 000 жертв, цифру, яку підтверджують подальші розслідування, включно з розслідуванням, проведеним на замовлення міської ради в 2010 році. Такі рейди, як і бомбардування Пфорцгайма в останні місяці війни, коли нацистська Німеччина вже перебувала на межі колапсу, критикували за те, що вони спричинили великі втрати серед цивільного населення за незначну очевидну військову цінність. Кульмінацією рейдів Бомбардувального командування відбулася в березні 1945 року, коли Королівські ПС скинули найбільший місячний бомбовий вантаж за всю війну. Останній наліт на Берлін відбувся в ніч з 21 на 22 квітня, безпосередньо перед тим, як радянські війська увійшли в центр міста. Після цього більшість решти атак, здійснених британською бомбардувальною авіацією, були тактичними місіями. Останнім великим стратегічним нальотом було знищення нафтопереробного заводу в Тенсберзі на півдні Норвегії великою групою «Ланкастерів» у ніч з 25 на 26 квітня 1945 року.
1 січня 1946 року Артур Гарріс був підвищений до маршала Королівських ПС.
У післявоєнному британському уряді вірувало певне занепокоєння щодо рівня руйнувань, спричинене бомбардуваннями німецьких міст наприкінці війни. 15 вересня 1946 року Гарріс пішов у відставку і написав свою історію про досягнення Бомбардувального командування у стратегічних бомбардуваннях. У цій книзі він писав про Дрезден: «Я знаю, що знищення такого великого та чудового міста на цій пізній стадії війни вважалося непотрібним навіть багатьма людьми, які визнавали, що наші попередні атаки були так само виправдані, як і будь-які інші. Тут я лише скажу, що напад на Дрезден у той час вважався військовою необхідністю набагато важливішими людьми, ніж я». Екіпажам Бомбардувального командування було відмовлено в заснуванні окремої медалі за кампанію (незважаючи на те, що вони мали право на Зірку Європи для повітряного екіпажу та Зірку Франції та Німеччини) і на знак протесту проти цього зневажливого ставлення до своїх людей, Гарріс відмовився від перства в 1946 році; він був єдиним головнокомандувачем, який не став пером.